# Hayat Van Eck
Hayat Van Eck (* 30. Mai 2000) ist ein niederländisch-türkischer Schauspieler.

## Leben und Karriere
Van Eck wurde am 30. Mai 2000 geboren. Er ist Sohn eines niederländischen Vaters aus Amsterdam und einer türkischen Mutter aus Ankara. Bis zu seinem sechsten Lebensjahr lebte er in den Niederlanden. Danach zog die Familie nach Izmir. Sein Debüt gab er 2017 in dem Film Daha. Dort erhielt er in den 24. Adana Altın Koza Film Festival die Auszeichnung Promising Young Actor Award. 2019 spielte er in dem türkischen Kinofilm Cep Herkülü: Naim Süleymanoğlu die Hauptrolle.

## Filmografie
Filme
- 2017: Daha
- 2019: Cep Herkülü: Naim Süleymanoğlu